# 草苑保育専門学校
草苑保育専門学校（そうえんほいくせんもんがっこう）とは、東京都豊島区にある私立の専門学校。

## 沿革
- 1954年 日本キリスト教団原宿教会内に原宿高等保育学校（夜間）を設立。

幼稚園教諭養成機関として文部大臣指定を受ける。
- 1956年 現在地（旧成蹊学園跡地）に原宿高等保育学校および八景坂幼稚園を移転。
- 1957年 学校法人草苑学園設置認可。草苑高等保育学校および、草苑幼稚園と名称変更。
- 1981年 専修学校の許可を受け、草苑保育専門学校と改称。
- 1982年 昼間部を開設。
- 1985年 保母養成の専門学校として厚生大臣指定を受ける。
- 1995年 夜間部が休止となる。
- 2006年 創立50周年記念。
- 2009年3月 草苑学園　理事長に太田満喜就任。草苑保育専門学校　校長に棟方道子就任。
- 2010年3月 併設している草苑幼稚園の耐震工事（新築）完了。
- 2010年4月 男女共学となる。
- 2010年4月 保育士養成の科目履修制度を開始する。
- 2010年10月 関東の専門学校で初めて、秋季入学を始める。それに伴い、入学時期は４月・１０月の年２回となる。
- 2011年9月 第二校舎完成
- 2013年3月 本校舎耐震補強完了
- 2013年9月 幼稚園運動場天然芝生化完了
- 2014年1月 草苑保育専門学校第5代校長に栢原英郎就任
- 2014年5月 創立60周年記念
- 2014年7月 理事長に柳内光子就任
- 2015年5月 創立60周年記念式典開催
- 2015年6月 一般社団法人キリスト教学校教育同盟加盟